# 阿曼·普里
阿曼·普里（英語：Aman Puri，1976年1月13日—），印度外交官，曾任印度駐迪拜總領事、印度駐英國伯明翰總領事。

## 經歷
阿曼·普里生于1976年1月13日。他毕业于昌迪加尔圣约翰中学，并在加入印度外事服务前获得牙医资格。
2003年，加入印度外事服务。海外任职经验包括印度駐英國伯明翰總領事，以及在布魯塞爾的印度駐歐盟、比利時和盧森堡使團（2005年至2008年）。在總部，曾任禮賓司副主管，負責印度總理的對外訪問以及類似的外賓來訪。也曾擔任新德里地區的護照官。
2020年7月至2023年10月，任印度驻迪拜总领事。